# Moses Lake
Moses Lake é uma cidade localizada no estado norte-americano de Washington, no Condado de Grant.

## Demografia
Segundo o censo norte-americano de 2000, a sua população era de 14.953 habitantes.
Em 2006, foi estimada uma população de 17.272, um aumento de 2319 (15.5%).

## Geografia
De acordo com o United States Census Bureau tem uma área de
30,9 km², dos quais 26,4 km² cobertos por terra e 4,5 km² cobertos por água.

## Localidades na vizinhança
O diagrama seguinte representa as localidades num raio de 32 km ao redor de Moses Lake.